# 돌격분대지도자

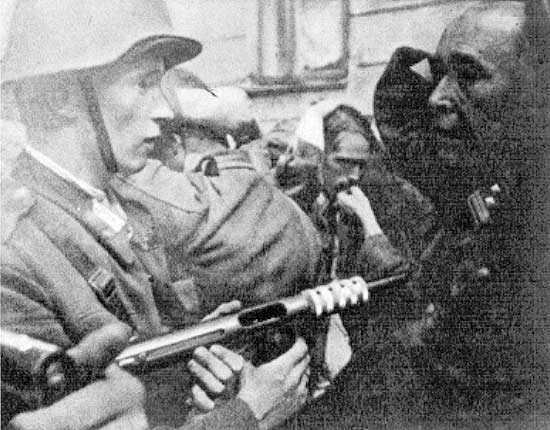
바르샤바 봉기 당시의 한 돌격분대지도자

돌격분대지도자(독일어: Sturmscharführer)는 1934년에서 1945년 사이 무장친위대에서 사용한 계급이다. 비장교 계급으로서는 최선임 계급이었으며, 그 격은 국방군의 참모상사 또는 타국의 준위(국방군에는 준사관 계급이 없다)에 상당했다. 돌격분대지도자는 무장친위대에서만 사용한 계급으로, 일반친위대에서는 사용하지 않았다. 일반친위대의 비장교 최선임 계급은 최고분대지도자였다.
돌격분대지도자 계급은 1934년 장검의 밤 사건 이후 처음 만들어졌고, 친위대 조직 재편 과정에서 친위대 특무부대(무장친위대의 전신)의 비장교 최선임 계급이 되었다.

## 참고 자료
- Flaherty, T. H. (2004) [1988]. 《The Third Reich: The SS》. Time-Life Books, Inc. ISBN 1 84447 073 3.
- Lumsden, Robin (2000). 《A Collector's Guide To: The Waffen–SS》. Ian Allan Publishing, Inc. ISBN 0-7110-2285-2.
- McNab, Chris (2009). 《The SS: 1923–1945》. Amber Books Ltd. ISBN 978-1-906626-49-5.